# Diany Aurora Zerquera
Diany Aurora Zerquera (La Habana, Cuba, 22 de febrero de 1999) es una actriz  de televisión, cine y teatro; exprofesora de la Escuela Nacional de Arte (ENA)  de la cual es graduada.  
Protagonista del teleplay ¨Giros¨  y  de la serie televisiva ¨Primer Grado¨  entre otros audiovisuales de la Televisión Cubana (Telenovelas “Entrega” y “Vuelve a mirar”, la Serie policíaca Tras la huella: “Cuenta final” y el Telecuento: "La burla"). 
En el año 2022 formó parte del elenco de la película ¨Plantadas¨, dirigida por Lilo Vilaplana  y filmada en la Ciudad de Miami donde reside actualmente la actriz. En el Festival Internacional de Cine de Miami del año 2023 el filme obtuvo el Premio del Público y el  Knight Made in MIA   a la Mejor Película realizada en Miami. Asimismo ganó el premio a mejor película internacional en el Toronto Independent Festival of Cift  
, en Canadá . Se trata de un filme de estrecha relación con el filme ¨Plantados¨ realizado por el propio director en el año 2021.
En el año 2023 actúa en la ciudad de Miami en los cortometrajes ¨The sad song of Lolita¨ en el papel de Lolita y en ¨Fake¨ en el papel de Beta, ambos dirigidos por Johnny León y Lisandro Vázquez. ¨The sad song of Lolita¨ obtuvo el primer lugar como mejor película y mejor cinematografía en el Festival Arts Accelerator.
Influencer de la çompañia “Impulse Media Lab”  -Videos Designed To Drive Full-funnel Sales, Compañía de creación de contenido audiovisual para Marketing Digital con sede en la Ciudad de Miami.

## Biografía
Diany Aurora Zerquera   tiene una historia atípica en comparación con las niñas que han soñado con ser  actriz. Su inclinación fue hacia la música y la danza, pero en el año 2015 decidió probar su suerte y fue aceptada en la Escuela Nacional de Teatro en La Habana, su ciudad natal, graduándose con Título de Oro en el año 2019.  Hasta el año 2022 fue profesora de actuación en ese centro de estudios.
Se gradúa con la obra “Sueño de una noche de verano” en el personaje  “Los comediantes” del autor William Shakespeare (con Fernando Hechavarría, Alicia Hechavarría, Carlos Díaz   y George Abreu como profesores).
La serie televisiva ¨Primer  Grado¨, dirigida por el reconocido Director cubano de Cine y Televisión Rudy Mora, donde la actriz es su protagonista, está catalogada como un drama y basa sus 11 capítulos en un tema central con varias historias paralelas  centradas en los conflictos generados a partir del abuso de las redes sociales (incluidos el Ciberbullying , la Sextorsión  y el Sexting). El audiovisual alerta sobre los riesgos de una ciber-sociedad que no muestra ni respeto ni empatía por los demás seres humanos; en este caso tristemente son jóvenes todos los implicados.
Los trabajos de Diany Aurora  en el teatro y  la televisión han estado vinculados en buena medida a la situación epidemiológica nacional e internacional de la COVID 19. Durante ese periodo trabajó  la obra de teatro  ¨Las amargas lágrimas de Petra Von Kant¨ (con el “Grupo Teatro El Público”) y  la puesta ¨Arropamiento¨, dirigida por Reinaldo Castañeda en una adaptación de Un arropamiento sartorial en la caverna platónica, versión original de Virgilio Piñera. En la propia cuarentena comenzó a grabar a intervalos de tiempo el teleplay  “Giros” con el director Roberto Díaz.
Formó parte del Grupo de Teatro El Público bajo la dirección de  Carlos Díaz   y  de la Compañía Teatral “GPS Teatro”  bajo la dirección de Reynaldo Castañeda. Se desempeñó como profesora ayudante de actuación en la Escuela Nacional de Arte (ENA) desde el año 2019 hasta el 2022.

## Trabajo en el Cine
| Año  | Película                              | Director/evento                                                      | Personaje         |
| ---- | ------------------------------------- | -------------------------------------------------------------------- | ----------------- |
| 2020 | Cortometraje “Miradas”                | Taller de la Dirección en Escuela Internacional de Cine y Televisión | Carmen            |
| 2021 | Cortometraje “FAMCA”                  | Facultad de las Artes de los Medios de Comunicación Audiovisual      | Yo misma          |
| 2021 | Videoclip “Refranero”                 | Carlos Alberto Méndez                                                | Chica de su sueño |
| 2022 | Largometraje “Plantadas”              | Lilo Vilaplana                                                       | Guillermina       |
| 2023 | Cortometraje "The sad song of Lolita" | Johnny León & Lisandro Vázquez                                       | Lolita            |
| 2023 | Cortometraje "Fake"                   | Johnny León & Lisandro Vázquez                                       | Beta              |
| 2023 | Videoclip "La Oficial"                | Adrián Sánchez Ávila                                                 |                   |

## Trabajo en la Televisión
| Año  | Audiovisual                           | Director           | Personaje  |
| ---- | ------------------------------------- | ------------------ | ---------- |
| 2019 | Serie Tras la huella (“Cuenta Final") | Loysis Inclán      | Eilín      |
| 2019 | Telenovela “Entrega”                  | Alberto Luberta    | Odett      |
| 2019 | Telenovela “Vuelve a mirar”           | Ernesto Fiallo     | Nora Joven |
| 2020 | Teleplay “Giros”                      | Roberto Díaz       | Karla      |
| 2021 | Telecuento “La Burla”                 | Ariel Prieto-Soliz | Elizabeth  |
| 2022 | Serie “1er Grado”                     | Rudy Mora          | Daniela    |